# Vaccinium elliptifolium
Vaccinium elliptifolium är en ljungväxtart som beskrevs av Elmer Drew Merrill. Vaccinium elliptifolium ingår i Blåbärssläktet, och familjen ljungväxter. Inga underarter finns listade i Catalogue of Life.